# Рольф Різен
Рольф Різен (нім. Rolf Riesen; 18 грудня 1919, Кельн — 23 серпня 1944, Біскайська затока) — німецький офіцер-підводник, оберлейтенант-цур-зее крігсмаріне.

## Біографія
1 жовтня 1938 року вступив на флот. З березня 1941 року — вахтовий та дивізійний офіцер на важкому крейсері «Лютцов». З грудня 1941 року — офіцер роти дивізіону озброєння есмінців і торпедних катерів. З 30 березня по 29 вересня 1942 року пройшов курс підводника. З 3 листопада 1942 року — 1-й вахтовий офіцер на підводному човні U-198. З 1 лютого по 27 березня 1944 року пройшов курс командира човна. З 2 квітня 1944 року — командир U-180. 20 серпня вийшов у свій перший і останній похід. 23 серпня U-180 і всі 56 членів екіпажу зникли безвісти.

## Звання
- Кандидат в офіцери (1 жовтня 1938)
- Морський кадет (1 липня 1939)
- Фенріх-цур-зее (1 грудня 1939)
- Оберфенріх-цур-зее (1 серпня 1940)
- Лейтенант-цур-зее (1 квітня 1941)
- Оберлейтенант-цур-зее (1 жовтня 1943)

## Нагороди
- Залізний хрест
  - 2-го класу (1941)
  - 1-го класу (26 вересня 1943)
- Нагрудний знак підводника (26 вересня 1943)